# Dragon Gate, la légende des sabres volants
Pour plus de détails, voir Fiche technique et Distribution.
Dragon Gate, la légende des sabres volants (Flying Swords of Dragon Gate 3D,龍門飛甲, Lóng Mén Fēi Jiǎ) est un film hongkongais réalisé par Tsui Hark, sorti en 2011. C'est le remake des films Dragon Gate Inn réalisé par King Hu en 1966 et L'Auberge du dragon réalisé par Raymond Lee et Tsui Hark en 1992.

## Synopsis
Chine, fin de la dynastie Ming. Yu, un eunuque sanguinaire, fait régner la terreur et cherche à éliminer tous ses opposants. Mais un groupe de rebelles, mené par le résistant Zhao, prépare la riposte...

## Fiche technique
- Titre original : 龍門飛甲, Lóng Mén Fēi Jiǎ
- Titre français : Dragon Gate, la légende des sabres volants
- Réalisation : Tsui Hark
- Scénario : Tsui Hark
- Pays d'origine : Hong Kong
- Format : Couleurs - 35 mm - 2,35:1 - Dolby Digital
- Genre :
- Durée : 121 minutes
- Date de sortie : 15 décembre 2011 (Chine) , 27 juin 2013 (France, DTV)

## Distribution
- Jet Li (VF : Pierre-François Pistorio) : Zhou Huai'an
- Zhou Xun (VF : Fily Keita) : Ling Yanqiu
- Kun Chen : Yu Hua-tian/Lame du Vent (VF: Rémi Bichet)
- Kwai Lun-Mei (VF : Dorothée Pousséo) : Zhang Xiao Wen/Princesse tribale
- Li Yuchun (VF : Delphine Braillon) : Gu Shaotang
- Mavis Fan (VF : Victoria Grosbois) : Su Huirong
- Fan Siu-wong : Ma Jinliang
- Gordon Liu Chia-hui : Wan Yulou